# Robsonella huttoni
Robsonella huttoni är en bläckfiskart som beskrevs av Benham 1943. Robsonella huttoni ingår i släktet Robsonella och familjen Octopodidae. Inga underarter finns listade i Catalogue of Life.